# Molnár Pál (labdarúgó)
Molnár Pál, Pavol Molnár (Pozsony, 1936. február 13. – 2021. november 6.) 20-szoros csehszlovák válogatott, világbajnoki ezüstérmes, magyar nemzetiségű szlovák labdarúgó, csatár.

## Pályafutása

### Klubcsapatban
1956 és 1961 között a CH Bratislava játékosa volt. Tagja volt az 1958–59-es idényben csehszlovák bajnoki címet nyert csapatnak. 1961 és 1963 között a Slovan Bratislava együttesében szerepelt és két csehszlovák kupa-győzelmet ért el a csapattal.

### A válogatottban
1956 és 1960 között 20 alkalommal szerepelt a csehszlovák válogatottban és három gólt szerzett. Részt vett az 1958-as svédországi világbajnokság. Tagja volt az 1960-as franciaországi Európa-bajnokságon bronzérmet és az 1962-es chilei világbajnokságon ezüstérmet szerzett csapatnak. A világbajnokságon nem lépett pályára.

## Sikerei, díjai
- Világbajnokság
  - ezüstérmes: 1962, Chile
- Európa-bajnokság
  - bronzérmes: 1960, Franciaország
- Csehszlovák bajnokság
  - bajnok: 1958–59
  - 2.; 1960–61
  - 3.: 1957–58
- Csehszlovák kupa
  - győztes: 1962, 1963